# Xorides mindanensis
Xorides mindanensis är en stekelart som beskrevs av Baltazar 1961. Xorides mindanensis ingår i släktet Xorides och familjen brokparasitsteklar. Inga underarter finns listade i Catalogue of Life.